# Schoenocaulon
Schoenocaulon és un gènere de plantes que conté unes 26 espècies.. Són plantes natives principalment d'Amèrica del Nord, des del sud dels Estats Units fins al Perú. Pertany a la família Melanthiaceae.

## Algunes espècies
- Schoenocaulon calcicola
- Schoenocaulon caucifolium
- Schoenocaulon comatum
- Schoenocaulon officinale sabadilla